# 歐洛都因
歐洛都因（Orodruin）或末日火山（Mount Doom）是托爾金（J. R. R. Tolkien）中土大陸的虛構火山，位於魔多（Mordor）的心臟地帶。索倫（Sauron）在末日火山鑄造至尊魔戒（One Ring），末日火山也是佛羅多·巴金斯（Frodo Baggins）實行摧毀魔戒任務的終點。
歐洛都因是辛達林語（Sindarin），意指「燃燒的山」，又稱為阿蒙安馬斯（Amon Amarth），意指「厄運之山」。

## 地理歷史

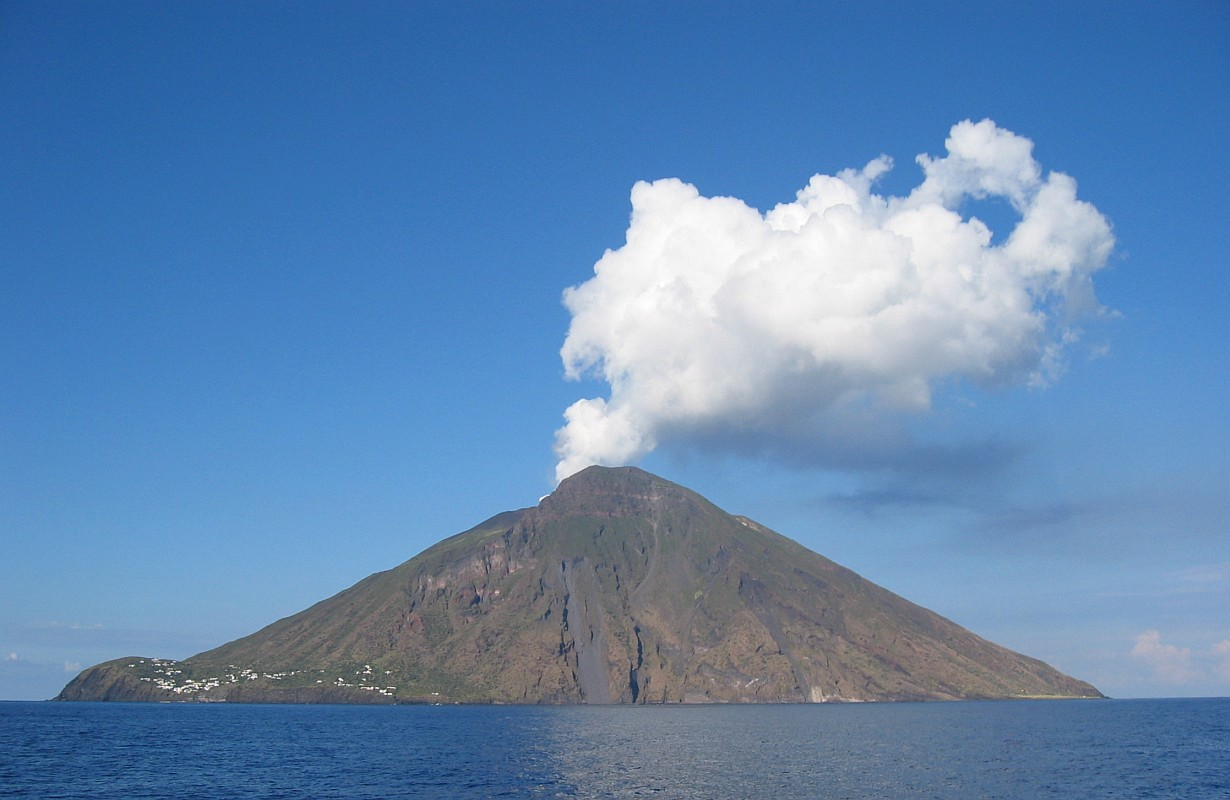
托尔金认为西西里岛附近的斯特龙博利火山就是末日火山的原型。

在第二紀元，索伦在中土大陸尋找根據地，他首先注意到魔多，尤其是末日火山，他相信那裡的力量能為他所用。他在末日火山地區建立了他的王國，並以那裡的火燄作為他的力量。索倫在末日火山最著名的鑄造品就是魔戒，他在末日火山的裂口以末日火山之燄鑄造魔戒。在《魔戒首部曲：魔戒現身》裡甘道夫說明魔戒極度堅固及含有強大魔力，只有末日火山的火才能摧毀它。
末日火山並非一般的火山，它會回應索倫的指令，當索倫離開魔多，火山會陷入沉睡狀態，索倫回歸後又再度活躍。火山的外表也和索倫有所聯繫。索倫他在第三紀元末滅亡時，末日火山發生猛烈火山爆發，然後永久終止火山活動。

## 改編描述

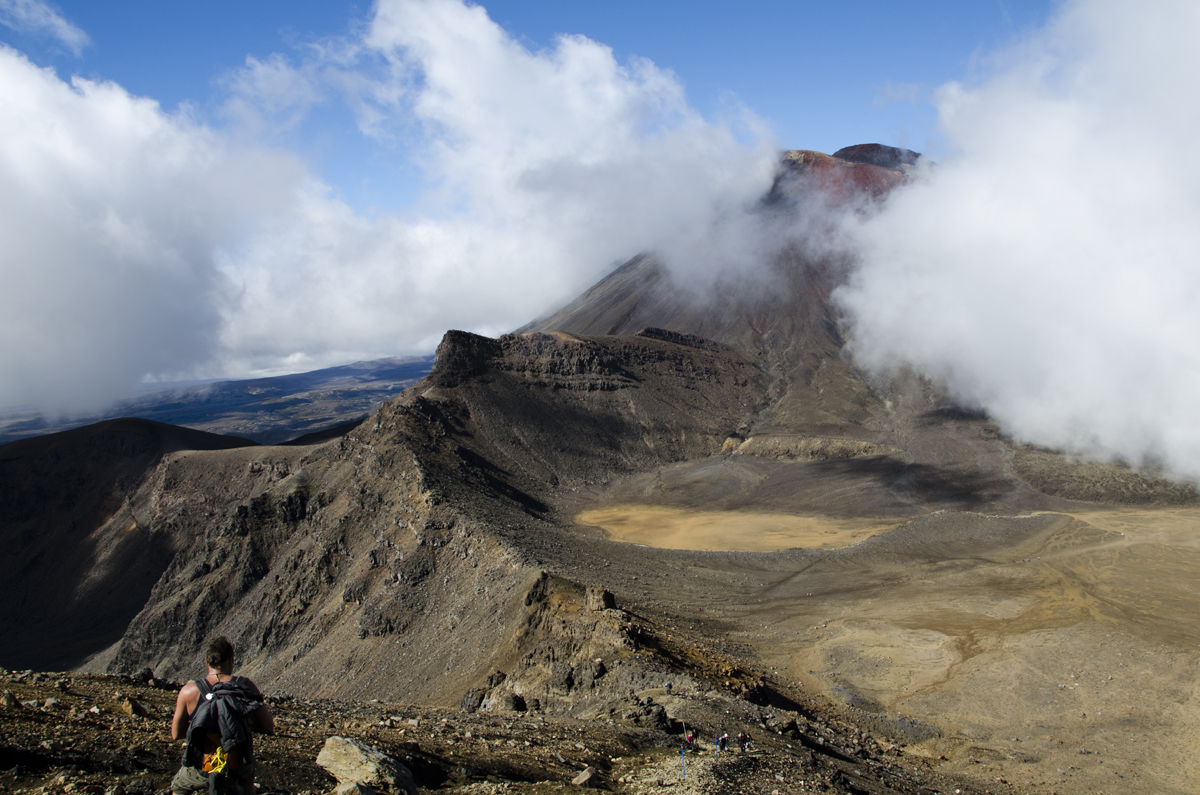
在彼得·杰克逊的电影中，瑙鲁赫伊山是他创作末日火山的灵感来源。

彼得·傑克森（Peter Jackson）執導的電影《魔戒三部曲》，末日火山拍攝於瑙魯赫伊山（Mount Ngauruhoe）和魯阿佩胡山（Mount Ruapehu），都是紐西蘭的活火山。而末日火山的遠景則是電腦特技的模型。電影不得拍攝瑙魯赫伊山的山頂，因為對當地的毛利人（Māori）來說，那裡是神聖的。有部分末日火山的場景拍攝於鄰近的魯阿佩胡山山坡。

## 其他相關
- 詞語「crack of doom」是取自莎士比亞（William Shakespeare）的《馬克白》。
- 瑞典維京戰神樂團（Amon Amarth）的名字取自末日火山。
- 土衛六上的一座名為「末日山」的山峰名字取自末日火山[2]。

## 延伸閱讀
- Ian Brodie. . Harper Collins. 2003. ISBN 1-86950-491-7.
- Larsen, Kristine. . Tolkien Studies. 2007, 4: 223–234. doi:10.1353/tks.2007.0024.